# 蛯名健一
蛯名 健一またはEBIKEN （えびな けんいち、別名えびけん、1974年 - ） は神奈川県出身の演出家、振付家、ダンスパフォーマー。身長は160cm。

## 経歴
神奈川県で生まれ、幼少期から中学1年生まで兵庫県西宮市に住んだ。小学生の頃は内気な性格だったという。 
1994年にアメリカ合衆国の大学に留学し、在学中に独学でダンスを始めた。フリースタイルのヒップホップ、マイム、ジャズ、エスニック・ダンスなどを組み合わせた独自のスタイルを特長としている。
2006年から2007年、ニューヨークのアポロ・シアターで行なわれた『Apollo Amateur Night 』で7回連続優勝し、年間優勝者となった。2001年、彼がリーダーを務めるダンスチームBiTriPが『Apollo Amateur Night 』で優勝していたため、彼は2回年間優勝した唯一の人物となった。『Angelina Ballerina: The Next Steps 』に出演し、マネキン人形に命が宿る様子をダンスで表現しつつ、自身の半生について語った。
2013年、米NBCネットワークで放送されたオーディション番組『アメリカズ・ゴット・タレント』のシーズン8に参加。自身が「dance-ish Performance（ダンスのような演目）」と称するパフォーマンスを披露して、オーディションを勝ち進み全米の注目を集めた。最終的に日本人としては初めて優勝し、賞金100万ドルを獲得した。
2013年9月29日よりペンシルバニア州ヨークを皮切りに11月17日のニューヨーク州ウエストバリーまで『アメリカズ・ゴット・タレント・ライヴ』の全米ツアー公演に出演する。
過去には高級ショークラブのThe BOX（ニューヨーク、ロンドン）、The ACT（ラスベガス）に出演。日本国内でも、東京麻布十番にあった、コロッケがプロデュースする劇場「CROKET MIMIC TOKYO」（現在は六本木に移転）のパフォーマーとして不定期出演したこともある。
現在は演技や舞踊・演出などを主とする会社「リンクエスト」の代表取締役に就きながら自らの舞台の他に後進の指導や舞台演出なども行っている。同社にはユニサークル・フロー、エアフットワークス、マスクド・ショーマンが所属している。

### アメリカズ・ゴット・タレントでの活躍
2013年、蛯名は米NBCネットワークで放送されたオーディション番組『アメリカズ・ゴット・タレント』のシーズン8に参加した。
最初は、2013年5月8日〜10日のシカゴの地方予選に参加。そこで蛯名は、映画『マトリックス』をモチーフにした演目『Robo-Matrix』を披露した。頭を浮かせる動きの技や、仰向けに寝た状態から起きる技など圧巻のパフォーマンスを披露し、会場を大いに沸かせた。辛口で知られる番組の審査員も大絶賛の言葉を発して拍手し、最後は会場中の観客からスタンディングオベーションを受けた。そして審査員4人全員から合格を獲得し、ニューヨークのラジオシティ・ミュージックホールで行なわれるベガス・ウィークに進出した。
この番組の放送直後である6月18日、動画共有サービスのYouTubeに蛯名の出演映像がアップロードされる。約2か月でその動画の再生回数が1255万回を超えるなどして、日本でも話題になる。
2013年8月6日、背景の巨大スクリーンの映像と武術を取り入れたダンスを組み合わせて披露した。映像に出てきたキャラクターも全て彼自身が務めた。翌8月7日の結果発表で準決勝に進出することとなった。
9月3日の準決勝では背景のスクリーンを鏡に見立て、自身と、鏡に映った自身を組み合わせたダンスを披露し、翌9月4日の結果発表で次のトップ12に進んだ。9月10日のトップ12では愛、死、昇天を表現したダンスで決勝戦に進むこととなった。9月17日に行なわれた決勝戦では2種類のダンスを披露して視聴者投票により、9月18日、『アメリカズ・ゴット・タレント』シーズン8優勝者となった。

### 参加ユニット
- 2001年～、BiTriP
- 2010年～、Super Duper (上野隆博とのダンス・デュオ)[16][17]

## 出演歴
出典

### 舞台、イベント等
- Kollaboration 9 (タレントコンテスト） - 優勝
- シルク・ドゥ・ソレイユのスペシャルイベント - ソロおよびメイン
- ディズニー・クルーズ・ライン、ディズニー・ワンダー - カリブ海ツアーのショー
- イスラエル友好60周年交流イベント(イスラエル テルアビブ)
- 2001年、Apollo Amateur Night (ニューヨークのアポロ・シアター) - BiTriPリーダーとして出演し、年間優勝
- 2003年、ニール・ヤングのコンサート・ツアー『Greendale 』[8]
- 2006年～2007年、Apollo Amateur Night (アポロ・シアター) - 7回連続優勝し、年間優勝
- 2007年、TED[18][19]
- 2008年2月11日、JAPAN! CULTURE + HYPERCULTURE (ケネディ・センター)[20][21]
- 2009年、全豪オープンメインショー「Absinthe」 (オーストラリア メルボルン)[8] - 2週間レギュラー出演
- 2009年、Life Ball (オーストリア ウィーン)[8]
- 2010年4月17日、『Super Duper』 ボセル公演[16]
- 2010年8月14日～15日、TAKAHIROプロデュース『SIX DOORS』(赤坂BLITZ)
- 2011年、モナコグランプリ、アフターパーティ
- 2011年、TEDxSeeds[22]
- 2012年10月20日～21日、エビケンエンターテイメントショー『ワーク・イン・プログレス』(DDD青山クロスシアター)
- 2014年2月1日、SKE党決起集会「箱で推せ」（愛知・ナゴヤドーム）

### テレビ
- Le plus grand cabaret du monde (フランス)
- 国際幽黙大公演 (中国)
- コメディーの王様 (湖南)
- Singapore's Best Dance Crew (シンガポール) - 審査員、ワークショップ、ゲスト出演
- 2007年、Maury (アメリカ)[23]
- 2007年、マンハッタンダイアリーズ - ジュンペイ役および振付[8]
- 2008年3月24日、ズームイン!!SUPER
- 2009年、Angelina Ballerina: The Next Steps (アメリカ)
- 2012年1月8日、KAMIWAZA〜神芸〜 - 優勝[24]
- 2012年1月23日、はなまるマーケット
- 2012年1月26日、スッキリ!!
- 2012年2月17日、ギルガメッシュLIGHT
- 2012年6月14日、地球テレビ エル・ムンド
- 2012年9月29日、世界1のSHOWタイム〜ギャラを決めるのはアナタ〜
- 2012年11月2日、中居正広の金曜日のスマたちへ
- 2012年11月13日、火曜曲!
- 2013年、アメリカズ・ゴット・タレント、シーズン8 - 優勝(アメリカ)
- 2014年1月6日、SMAP×SMAP 新春美女だらけSP
- 2014年1月12日、情熱大陸
- 2014年2月9日、世界の果てまでイッテQ!
- 2024年6月27日、水曜日のダウンタウン

## 著書
- 『見せ方ひとつで世界でも勝てる』（2014年4月21日、KADOKAWA/角川書店）

## アプリ
- 『Dance-ish Me』(2014年、Tyffon Inc.)